# Aureliano
Lucio Domizio Aureliano (in latino Lucius Domitius Aurelianus; Sirmio, 9 settembre 214 o 215 – vicino a Bisanzio, 25 settembre 275) è stato un imperatore romano, che governò dal 270 alla sua morte.
Militare di carriera, fu elevato alla porpora dai soldati, ma fu ucciso dopo cinque anni di regno. Malgrado la brevità del suo regno, riuscì a portare a termine dei compiti decisivi affinché l'impero romano superasse la grave crisi del terzo secolo: frenò una serie di invasioni da parte dei barbari, in particolare quella degli Alemanni che si erano spinti sino a Fano; ricompose l'unità dell'Impero, che rischiava di frantumarsi in tre parti tra loro ostili, sottomettendo Zenobia di Palmira e Tetrico nelle Gallie.
Dopo avere assicurato l'unità dell'impero Aureliano riorganizzò l'economia e ne rafforzò il potere centrale. Rese dipendenti dallo stato gli armatori navali e altri collegi professionali di importanza generale e attuò una riforma monetaria cercando di frenare la svalutazione della moneta, agendo principalmente su due leve: sul valore dei nominali e sull'organizzazione delle zecche, che si erano affiancate a quella principale di Roma.
Aureliano intervenne sul piano religioso con l'introduzione del culto del Sol invictus, una divinità originaria di Palmira, identificata con il dio Mitra, molto popolare fra i soldati. Questa devozione ufficiale rafforzò il potere imperiale, in quanto il culto solare venne identificato con quello dell'Imperatore. Elevò una cinta muraria attorno a Roma, che ne prese il nome.

## Biografia

### Origini familiari (214-234)
Lucio Domizio Aureliano nacque nella Pannonia inferiore, nei dintorni di Sirmio, il 9 settembre 214 o 215 da una famiglia di modeste condizioni. Il padre era colono di un certo senatore Aurelio, mentre la madre sarebbe stata una sacerdotessa del Sole. È perciò possibile che, essendo Domizio il nome paterno, il futuro imperatore abbia preso il cognome Aureliano dalla madre Aurelia, probabilmente una liberta del senatore Aurelio. Non si sa se il padre avesse una qualche parentela con la gens Domitia, a cui appartenne l'imperatore Nerone. Sposò, in data ignota, Ulpia Severina, da cui ebbe una figlia.
Il culto del Sole si era già esteso alla fine del II secolo, particolarmente nelle regioni danubiane, portatovi dai soldati che, come il padre di Aureliano, smesso il servizio, vi si stabilivano come contadini. A Roma tale culto risulta essere stato praticato dalla gens Aurelia così che appare naturale che anche la madre di Aureliano abbia praticato la religione solare e che ad essa sia stato devoto anche il figlio Aureliano. Di altri familiari, si sa soltanto che ebbe almeno una sorella

### Carriera militare (234-268)
Le regioni danubiane erano e rimasero a lungo terra di reclutamento militare delle legioni dell'Impero e Aureliano fu probabilmente arruolato intorno ai venti anni. Si sa che intorno al 242 prese parte come comandante di una coorte ai combattimenti contro i Sarmati che avevano invaso l'Illiria e qualche anno dopo, tribuno della cosiddetta Legio VI Gallicana, combatté i Franchi a Magonza, nei pressi del Reno. Il nome di quella legione, così indicato dalla Historia Augusta, è però inesistente: si trattava in realtà di una legione proveniente dalla Britannia. Anni dopo Aureliano sarebbe poi passato per Antiochia, in occasione della sua partecipazione a un'ambasceria in Persia.
Aureliano è menzionato ancora in Gallia nel 256, quando vi giunge Gallieno mentre nel 257, avrebbe assunto, in assenza del comandante Ulpio Crinito, la responsabilità della difesa del Basso Danubio, battendo i Goti invasori. Si racconta che l'imperatore Valeriano, preoccupato per l'invasione dei Goti dell'anno precedente, inviò un esercito di soccorso, comandato da Lucio Mummio Felice Corneliano, alle dipendenze di quest'ultimo sembra ci fosse il futuro imperatore Aureliano, per meglio difendere l'importante roccaforte di Bisanzio. Poco tempo dopo, il fronte renano della Germania inferiore fu sconvolto da nuovi attacchi dei Franchi, i quali riuscirono a spingersi fino a Mogontiacum, dove furono fermati dall'accorrente legio VI Gallicana, di cui era tribuno militare il futuro imperatore Aureliano. Lo stesso Gallieno, lasciata l'Illiria a marce forzate, accorse in Occidente, riuscendo a battere le orde franche probabilmente nei pressi di Colonia e comunque dopo aver ripulito l'intera sponda sinistra del Reno dalle armate dei barbari.
Il 268 è un anno di gravi minacce per l'Impero: a nord premono i Germani e nei Balcani i Goti, mentre il ribelle Aureolo è assediato dall'armata imperiale a Milano. È proprio qui che i generali ordiscono una congiura. Il prefetto del pretorio Eracliano, Marciano, Claudio e Aureliano, allora magister equitum, decidono di sbarazzarsi di Gallieno, sembra seguendo un piano predisposto dallo stesso Aureliano: Gallieno viene ucciso e Claudio è proclamato imperatore.

### Ascesa al trono (268-270)

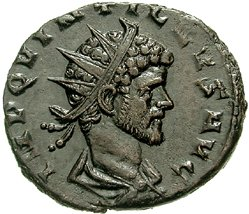
Moneta con l'effigie di Marco Aurelio Claudio Quintillo.

Una volta che Claudio il Gotico fu acclamato imperatore, ottenne la resa di Aureolo, il quale venne messo a morte ed ucciso, per volontà di Aureliano, contro il parere dello stesso Claudio. Dopo avere affidato ad Aureliano la conduzione della guerra contro i barbari della Meotide (Eruli e Goti), oltre al comando generale della cavalleria "mobile" (magister equitum), come testimonia la stessa Historia Augusta:
(Historia Augusta, Divus Aurelianus, 17.1-4.)
Aureliano, divenuto così il braccio destro di Claudio, combatté subito dopo contro gli Alemanni, a fianco del suo imperatore, contribuendo a sconfiggerli sulle rive del lago di Garda. Nel 269, dopo che per alcuni mesi i Goti erano stati tenuti a bada dalle armate romane di Marciano, il nuovo imperatore Claudio II riuscì a raggiungere il teatro degli scontri ed a riportare una vittoria decisiva su queste genti nella battaglia di Naisso, dove si racconta persero la vita ben cinquantamila barbari. I sopravvissuti alla battaglia di Naisso, proteggendosi con i carri, si diressero in Macedonia. Durante la lunga marcia sulla via del ritorno, molti dei barbari morirono insieme alle loro bestie, oppressi dalla fame; altri furono uccisi in un nuovo scontro con la cavalleria romana degli "equites Delmatae", la riserva strategica mobile appena istituita da Gallieno. La marcia dei Goti proseguì in direzione orientale verso il monte Hemaus. I barbari, seppure circondati dalle legioni, riuscirono a procurare non poche perdite alla fanteria romana, che fu salvata solo grazie all'intervento della cavalleria affidata ad Aureliano, alleviando la sconfitta. Sembra che Aureliano partecipò alle operazioni contro i Goti, insieme a Quintillo, fratello di Claudio il Gotico.
Con l'inizio del 270, quando ancora Claudio era impegnato a fronteggiare la minaccia gotica, una nuova invasione di Iutungi tornò a procurare ingenti danni in Rezia e Norico. Claudio, costretto ad intervenire con grande prontezza, affidò il comando balcanico ad Aureliano, mentre egli stesso si dirigeva a Sirmio, suo quartier generale, da dove poteva meglio controllare ed operare contro i barbari. ma moriva poco dopo in seguito ad una nuova epidemia di peste scoppiata tra le file del suo esercito.

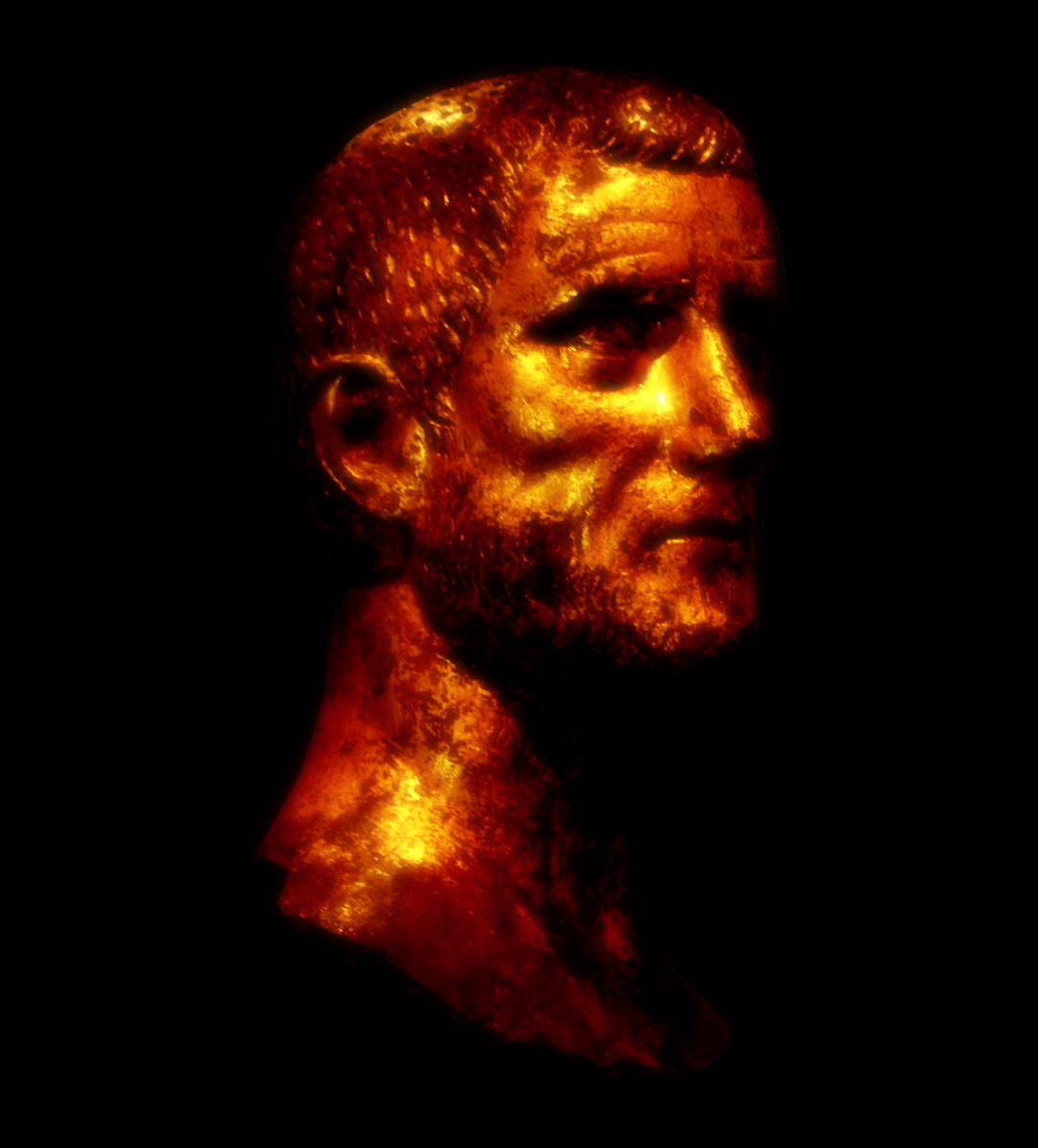
Busto di Aureliano conservato presso i Musei Civici di arte e storia di Brescia

Claudio aveva lasciato ad Aquileia un presidio di truppe al comando del fratello Quintillo, al quale il Senato conferì la carica imperiale. Saputo della morte di Claudio e della nomina di Quintillo, Aureliano concluse rapidamente la guerra contro i Goti in Tracia e nelle Mesie, ponendo fine agli assedi di Anchialus (nei pressi della moderna Pomorie, lungo le coste bulgare del Mar Nero) e di Nicopolis ad Istrum. Recatosi poco dopo anch'egli a Sirmio, qui ricevette l'acclamazione imperiale da parte delle truppe di stanza in Pannonia, era consapevole del fatto che fosse imperativo affrontare al più presto gli Iutungi che avevano sfondato il fronte danubiano. A questa notizia Quintillo, che era rimasto ad Aquileia, abbandonato dai suoi stessi soldati, preferì suicidarsi.

### Regno (270-275)

#### Invasioni lungo illimesdanubiano (270-271)

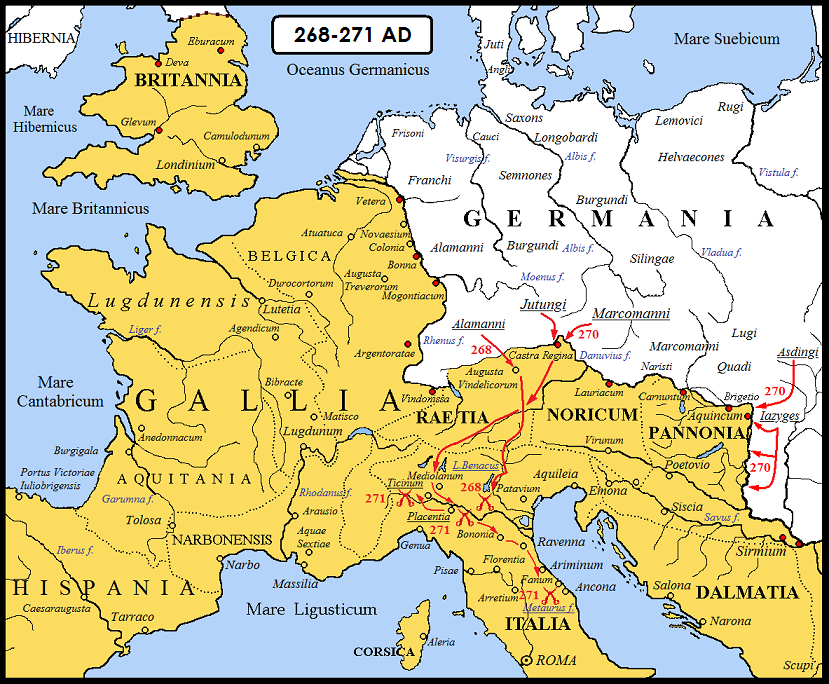
L'invasione della Raetia e dell'Italia settentrionale degli anni 268-271, da parte di Alamanni, Marcomanni, Iutungi, Iazigi e Vandali Asdingi.

Gli Iutungi avevano puntato soltanto a fare bottino, dopo il mancato versamento dei sussidi promessi dai precedenti imperatori; venuti a conoscenza dell'arrivo del nuovo sovrano e ormai soddisfatti di quanto razziato nel corso dell'inverno, tentarono di ritirarsi, ma furono intercettati dai Romani nei pressi del Danubio e battuti, anche se non in modo definitivo. Le loro richieste di un rinnovo del precedente trattato di pace e del riconoscimento di nuovi sussidi, furono però rifiutati da Aureliano, il quale concesse loro solo la possibilità di fare ritorno alle terre natie senza bottino. La pace siglata tra l'impero e le popolazioni germaniche definì la politica del nuovo imperatore nei confronti dei barbari. Egli negò, infatti, ogni qualsivoglia compenso in cambio di un loro foedus, che avrebbe reso l'impero tributario dei suoi stessi federati.
Discese quindi a Roma, per prendere ufficialmente possesso della dignità imperiale dalle mani del Senato. Prendendo il potere, Aureliano trovava l'Impero diviso in tre parti: la Gallia e la Britannia, che costituivano l'impero gallo-romano, soggetto a Tetrico, e che si trovava in piena crisi interna e doveva guardarsi dalle incursioni provenienti da oltre il Reno delle tribù germaniche; in Oriente, la Siria, l'Asia minore e l'Egitto erano soggette al Regno di Palmira di Zenobia e del figlio Vaballato, e guardavano le frontiere sasanidi. L'Impero romano propriamente detto era costituito dall'Italia, dai Balcani, dalla Grecia e dalle province africane, Egitto escluso. Aureliano aveva a disposizione 14 legioni e tutta la frontiera danubiana da vigilare da Iutungi, Alamanni, Marcomanni, Quadi, Iazigi, Goti, Alani, Eruli e Roxolani.
Aureliano, pur deciso a ricostituire l'Impero, doveva guadagnare tempo, a causa delle insufficienti risorse militari: egli poteva infatti ricorrere soltanto a un esercito provato da anni di continue campagne. A vigilare l'Impero gallo-romano di Tetrico, che non era in grado di predisporre alcuna politica di espansione, poteva bastare il corpo militare stanziato nella provincia narbonense agli ordini di Giulio Placidiano, ma nei confronti del regno di Palmira, in piena espansione, dovette piegarsi a ricorrere alle concessioni, riconoscendo a Vaballato il possesso delle province orientali, i titoli di Vir consularis, Rex, Imperator e Dux Romanorum e il diritto di battere moneta con la sua effigie sul diritto, mentre sul rovescio appariva quella di Aureliano. In questo modo veniva garantita, almeno formalmente, l'unità dell'Impero, secessione di Tetrico a parte.

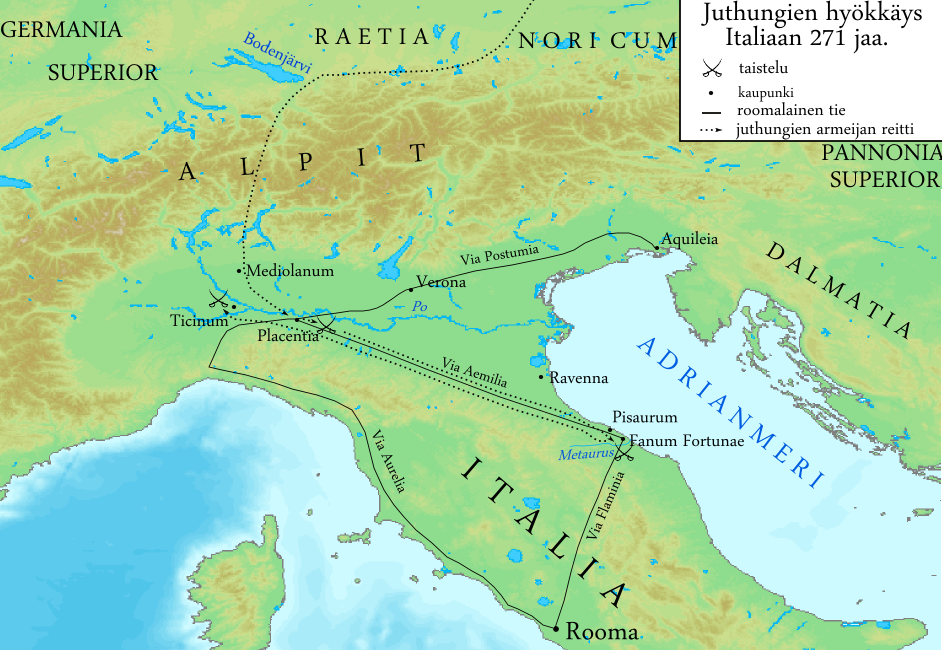
L'invasione dell'Italia settentrionale del 271 da parte di Alamanni, Marcomanni e Iutungi.

E mentre Aureliano si trovava ancora a Roma, una nuova invasione generò il panico, questa volta nelle province di Pannonia superiore ed inferiore (novembre del 270), che evidentemente Aureliano aveva sguarnito per recarsi in Italia a respingere l'invasione degli Iutungi. Si trattava questa volta dei Vandali Asdingi, insieme ad alcune bande di Sarmati Iazigi. Anche in questa circostanza il pronto intervento dell'imperatore in persona costrinse queste popolazioni germano-sarmatiche a capitolare ed a chiedere la pace. Aureliano costrinse i barbari a fornire in ostaggio molti dei loro figli, oltre ad un contingente di cavalleria ausiliaria di duemila uomini, in cambio del ritorno alle loro terre a nord del Danubio. Per questi successi ottenne l'appellativo di Sarmaticus maximus.
Era appena cessata questa minaccia che già una nuova si profilava all'orizzonte. Questa volta si trattava di un'importante invasione congiunta di Alemanni, Marcomanni e forse di alcune bande di Iutungi (Dessippo parla esplicitamente di una nuova invasione degli Iutungi, che ancora flagellava il suolo italico). Aureliano, anche questa volta, fu costretto ad accorrere in Italia, ora che questi popoli avevano già forzato i passi alpini. Raggiunta la Pianura padana a marce forzate percorrendo la via Postumia, fu inizialmente sconfitto dalla coalizione dei barbari presso Piacenza, a causa di un'imboscata.
(Historia Augusta, Divus Aurelianus, 21.1-3.)
Nel prosieguo della campagna i barbari però, per avidità di bottino, si divisero in numerose bande armate, sparpagliate nel territorio circostante. Aureliano, radunate nuovamente le armate dopo la sconfitta subita e deciso a seguirli nella loro marcia verso sud, riuscì a ribaltare le sorti della guerra.
I barbari infatti avevano continuato a saccheggiare le città della costa adriatica come Pesaro e Fano, e forse con qualche banda armata erano addirittura penetrati fin nell'interno dell'Italia, come in Abruzzo, compiendo qua e là dei saccheggi.
Tuttavia, non molto distante da quest'ultima città, lungo la via Flaminia sulle sponde del fiume Metauro, l'imperatore riuscì a batterli una prima volta e poi una seconda volta, in modo risolutivo, sulla strada del ritorno nei pressi di Pavia. In seguito a quest'ultima invasione, si provvedette (fu forse al tempo di Diocleziano) a sbarrare la strada a possibili e future invasioni, fortificando il corridoio che dalla Pannonia e dalla Dalmazia immette in Italia attraverso le Alpi Giulie: il cosiddetto Claustra Alpium Iuliarum.
Una volta terminata la campagna in Italia, nel dirigersi in Oriente per combattere la regina Zenobia del regno di Palmira, batté Goti e Carpi che gli muovevano contro, ed attraversato il Danubio, uccise il capo dei Goti, un certo Cannabaude, insieme a 5.000 dei suoi armati. Per questi successi il Senato gli conferì l'appellativo di Gothicus maximus.

#### Abbandono della Dacia traianea (271-274)

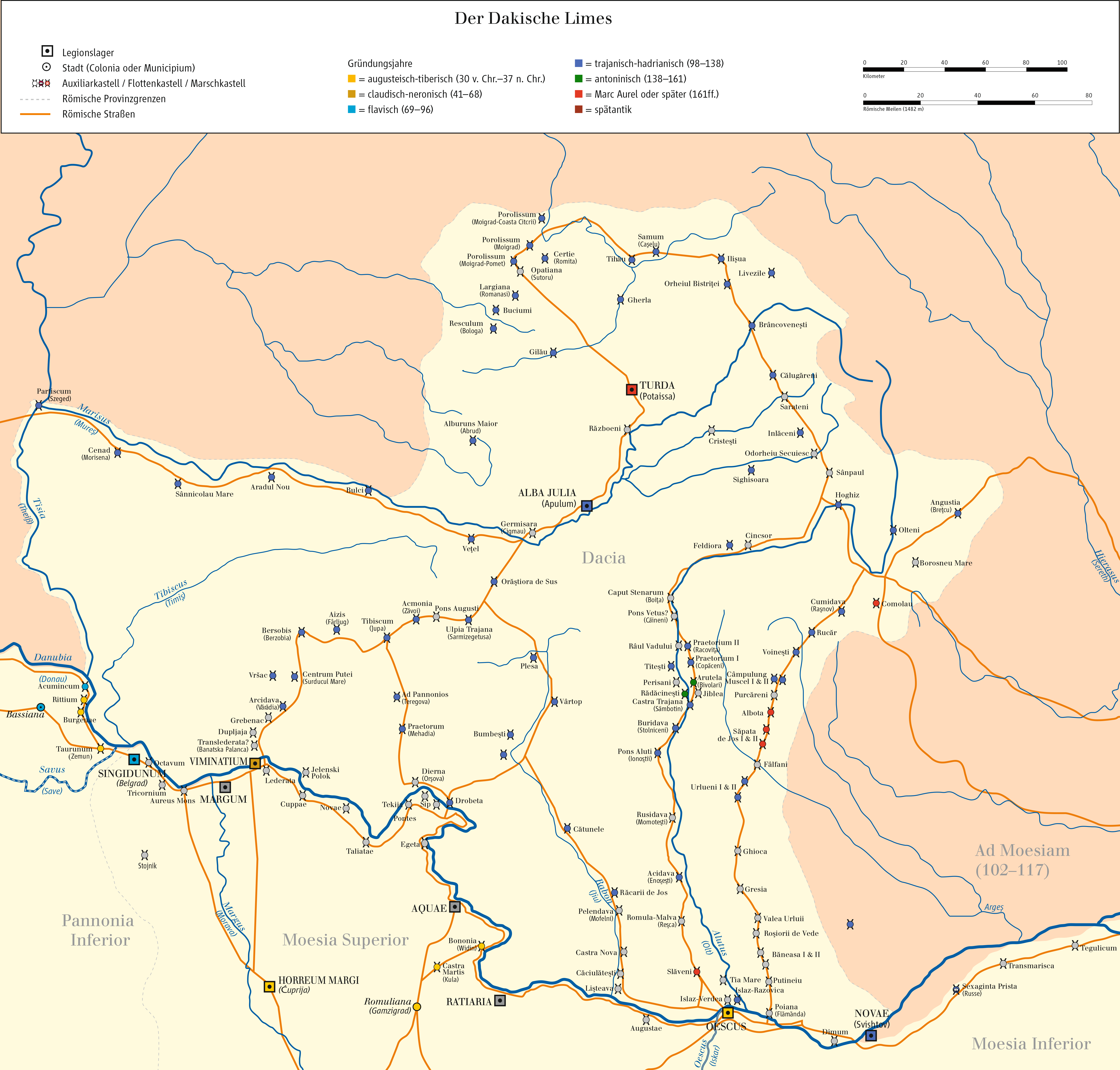
Mappa della Dacia romana con il suo complesso sistema di fortificazioni e difesa.

La Dacia venne sconvolta con la crisi del III secolo da continue invasioni da parte dei barbari, anche a causa della forma dei suoi territori che si prolungavano al di là del limes danubiano, nell'immenso "mare barbarico" della Sarmazia. Già nel 256 l'imperatore Gallieno fu costretto ad abbandonare buona parte dei territori del Nord delle Tre Dacie (vale a dire tutta la Dacia Porolissensis e parte della Dacia Superiore), in seguito ad una nuova invasione di Goti e Carpi. Una volta attraversata la catena montuosa dei Carpazi, gli invasori riuscirono infatti a cacciare i Romani dalla zona settentrionale, con la sola eccezione delle zone più meridionali e prossime al Danubio (ovvero le attuali regioni dell'Oltenia e della Transilvania). Questi eventi sono stati tramandati da un breve passo di Eutropio e confermati dai numerosi scavi archeologici della zona, che testimoniano una totale cessazione delle iscrizioni e delle monete romane nel nord del Paese a partire proprio dal 256. È inoltre attestata la presenza di alcuni ufficiali delle legioni V Macedonica e XIII Gemina nei pressi di Poetovio, a conferma di un principio di "svuotamento" delle guarnigioni delle Tre Dacie a vantaggio della vicina Pannonia. Tuttavia la resistenza romana alle invasioni di Goti e Carpi nel sud della provincia fu celebrata l'anno successivo, quando a Gallieno fu attribuito l'appellativo di Dacicus Maximus.
L'ultimo atto doveva però consumarsi quindici anni più tardi, quando, oltre alla secessione in Occidente dell'Impero delle Gallie ed in Oriente del Regno di Palmira, Aureliano venne costretto dalla continua pressione dei barbari ad evacuare la provincia delle Tre Dacie, sotto i crescenti colpi da parte soprattutto di Goti (in particolare, della tribù dei Tervingi) e Carpi, oltre ai Sarmati Iazigi della piana del Tibisco. Quando Aureliano subentrò a Claudio nell'impero (estate del 270) la situazione nella provincia oltre il Danubio era ormai irrimediabilmente compromessa e prossima all'abbandono definitivo, come accadde tra il 271 ed il 274.
Egli, sgombrando l'area a nord del Danubio, decise di formare tuttavia una nuova provincia di Dacia a sud del corso del grande fiume, scorporando due nuove regioni dalla Mesia inferiore: la "Dacia Ripense" e la "Dacia Mediterranea". L'abbandono definitivo della Dacia fu completato tra il 271 ed il 273.

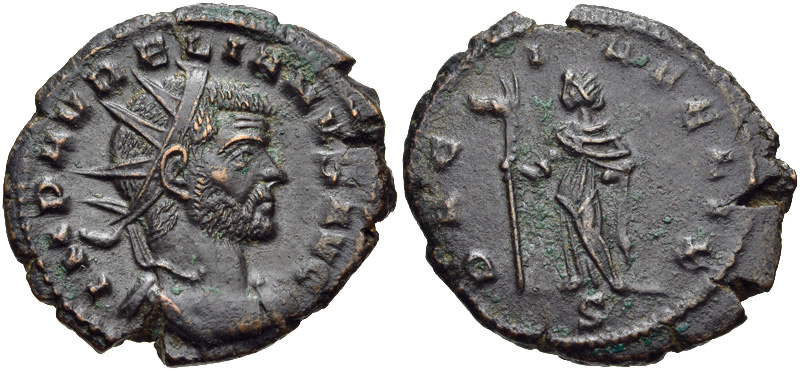
L'ultimo atto prima dell'abbandono della Dacia traiana viene celebrato nella monetazione della fine del 270/inizi del 271.

L'abbandono romano del bacino carpatico generò non solo nuove tensioni tra Goti e Gepidi ad oriente e Iazigi ad occidente, a causa del contatto tra le varie tribù, ma permise anche di rafforzare le frontiere del medio-basso corso del Danubio con il ritiro di due intere legioni (legio V Macedonica e legio XIII Gemina, posizionate ora ad Oescus e Ratiaria) ed un consistente numero di unità ausiliarie, per un totale complessivo di oltre quarantacinquemila armati.
L'abbandono della Dacia Traiana dei romani è menzionato dalla Historia Augusta e da Eutropio nel suo Breviarium, libro IX:
(Eutropio, Breviarium, libro IX.)

#### Fine di Zenobia di Palmira e recupero dell'Oriente romano (272-273)

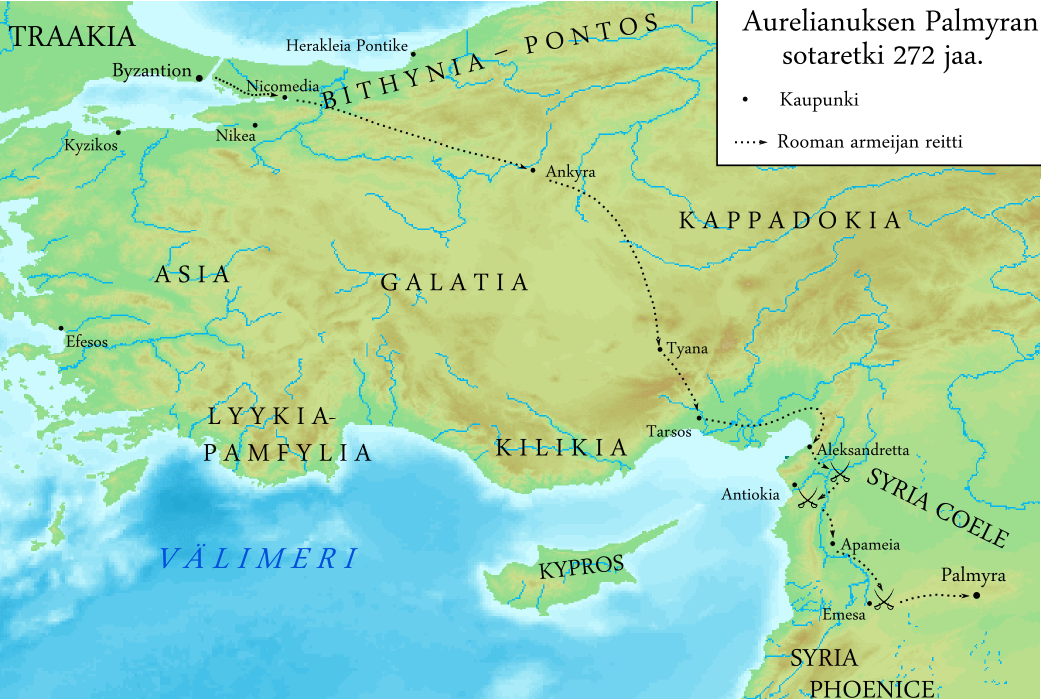
Le campagne orientali di Aureliano contro Zenobia del regno di Palmira.

In Oriente fu il Regno di Palmira a subentrare a Roma nel governo delle province dell'Asia minore, di Siria ed Egitto, difendendole dagli attacchi dei Persiani, prima con Odenato (262-267), nominato da Gallieno "Corrector Orientis", e poi con la sua vedova secessionista, Zenobia (267-271). Durante il regno di Valeriano il principe di Palmira, Settimio Odenato, appartenente ad una famiglia che aveva ottenuto la cittadinanza romana sotto Settimio Severo, dopo un fallito tentativo di alleanza con il sovrano sasanide Sapore I, figlio di Ardashir I, si era avvicinato al proprio imperatore, Valeriano, che, nel 258 l'aveva riconosciuto vir consularis. L'imperatore romano era stato però sconfitto nel 260 nella battaglia di Edessa e fatto prigioniero da Sapore I. L'intervento di Odenato fu provvidenziale per le sorti dell'Oriente romano. Il principe palmireno riuscì, infatti, a procurare notevoli perdite al nemico, tanto che l'imperatore Gallieno, gli conferì numerosi titoli onorifici, tra cui quello di Palmyrenicus Maximus e dux Romanorum.
Le successive campagne militari di Odenato contro i Sasanidi, portarono alla riconquista di alcune fortezze delle ex-province romane di Mesopotamia e Cappadocia, e portarono le armate romano-palmirene fino ad assediare Sapore I nella sua capitale di Ctesifonte. Queste vittorie fruttarono a Gallieno il titolo onorifico di persicus maximus, ad Odenato quello di "Corrector Orientis", con giurisdizione su buona parte delle province romane orientali. In seguito, a Odenato fu riconosciuto il titolo di re dei re, che lo contrapponeva al Gran re di Persia, Sapore I. I confini del potere di Odenato, in quegli anni, si estendevano a nord, dai monti del Tauro, a sud, fino al golfo Arabico (comprendendo Cilicia, Siria, Mesopotamia ed Arabia).

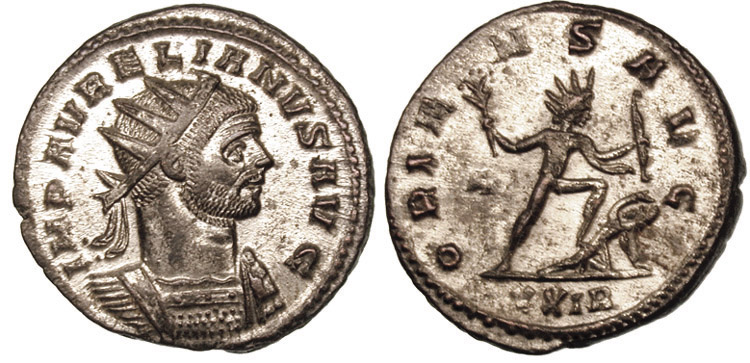
Antoniniano di Aureliano, celebrante la riconquista del regno di Palmira. Aureliano venne nominato Oriens Augustus.

Aureliano, una volta ottenuta la porpora imperiale ed aver reso sicuri i confini danubiani imperiali, decise che era giunto il momento di riunificare l'impero romano. Egli condusse, pertanto, a partire dal 272 una serie di campagne militari contro la regina di Palmira Zenobia, che aveva usurpato il titolo del marito, corrector Orientis, staccando di fatto tutte le province orientali (Cilicia, Siria, Mesopotamia, Cappadocia ed Egitto) dall'Impero centrale. L'esito finale fu la riunificazione di tutti i territori orientali al potere centrale e legittimo di Roma. Per il suo trionfo Aureliano venne ricordato non solo come Palmyrenicus maximus, ma anche come Adiabenicus, Parthicus maximus e Persicus maximus.
Sempre nel 272, di ritorno da una nuova campagna orientale contro Zenobia, l'imperatore fu costretto ad intervenire in Mesia e Tracia, per una nuova incursione da parte dei Carpi. Questi ultimi furono respinti ed in buona parte insediati nei territori romani lungo la frontiera del basso corso del Danubio, tanto da meritargli l'appellativo di "Carpicus maximus".

#### Fine dell'impero delle Gallie e recupero dell'Occidente romano (273-274)
Ad ovest gli usurpatori dell'Impero delle Gallie, come Postumo (260-268), Leliano (268), Marco Aurelio Mario (268-269), Vittorino (269-271), Domiziano II (271) e Tetrico (271-274), riuscirono a difenderne i confini delle province di Britannia, Gallia e Spagna. Scrive Eutropio:
(Eutropio, Breviarium ab urbe condita, 9, 11.)
Postumo era riuscito, infatti, a costituire un impero in Occidente, centrato sulle provincie della Germania inferiore e della Gallia Belgica e al quale si unirono poco dopo tutte le altre province galliche, britanniche, ispaniche e, per un breve periodo, anche quella di Rezia.

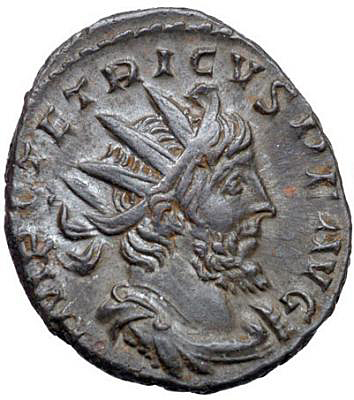
Moneta con l'effigie di Tetrico, ultimo imperatore delle Gallie.

Questi imperatori non solo formarono un proprio Senato presso il loro maggiore centro di Treviri e attribuirono i classici titoli di console, Pontefice massimo o tribuno della plebe ai loro magistrati nel nome di Roma aeterna, ma assunsero anche la normale titolatura imperiale, coniando monete presso la zecca di Lugdunum, aspirando all'unità con Roma e, cosa ben più importante, non pensando mai di marciare contro gli imperatori cosiddetti "legittimi" (come Gallieno, Claudio il Gotico, Quintillo o Aureliano), che regnavano su Roma (vale a dire coloro che governavano l'Italia, le province africane occidentali fino alla Tripolitania, le province danubiane e dell'area balcaniche). Essi, al contrario, sentivano di dovere difendere i confini renani ed il litorale gallico dagli attacchi delle popolazioni germaniche di Franchi, Sassoni ed Alemanni. L'Imperium Galliarum risultò, pertanto, una delle tre aree territoriali che permise di conservare a Roma la sua parte occidentale.
Nel 273, dopo avere riconquistato le province orientali, l'imperatore romano Aureliano iniziò la sua campagna contro l'Impero delle Gallie, allo scopo di riportare le province secessioniste all'interno dell'impero. Tetrico, dopo aver assunto il primo consolato congiunto con il figlio nel 274, si mosse a sud con l'esercito. e si scontrò con Aureliano nella Battaglia di Chalons (febbraio o marzo 274), nei pressi di Châlons-sur-Marne, nella quale fu catturato assieme al figlio. Nel marzo del 274 la zecca di Lione smise di coniare monete per l'ultimo imperatore delle Gallie e iniziò la coniazione a nome di Aureliano, Restitutor Orbis. L'ultimo tentativo di secessione fu rappresentato dalla rivolta di Faustino a Treviri, che però fu rapidamente soppressa.
A partire dallo stesso Claudio il Gotico, ma soprattutto con il successore, Aureliano, l'ideale unitario dell'impero romano poté concretizzarsi con la sconfitta prima di Zenobia e Vaballato in Oriente (regno di Palmira) nel 272 e poi di Tetrico in Occidente (Impero delle Gallie) nel 274 al termine della battaglia presso i Campi Catalauni. Per tale azione egli ricevette il titolo di "Restitutor Orbis" (Restauratore Dell'Universo) dal Senato romano e celebrò un magnifico trionfo. Per la sua tempra di guerriero fu soprannominato manu ad ferrum (mano sulla spada).
Tetrico e Zenobia, al termine del Trionfo celebrato in Roma poco dopo, non furono però giustiziati. Al contrario il primo fu nominato governatore della Lucania, mentre la regina orientale fu insediata a Tibur e le fu dato un senatore romano come marito. Un giusto riconoscimento per aver "salvato" i confini del vecchio impero contro le invasioni dei barbari in Occidente e dei Sasanidi in Oriente.
Verso la fine del 274 o gli inizi del 275 una nuova incursione da parte dei Germani provenienti da oltre il Danubio si riversò nella provincia di Rezia, tanto da richiedere un nuovo intervento dell'imperatore in persona, prima di recarsi in Oriente, dove aveva intenzione di intraprendere una nuova campagna contro i Sasanidi, al fine di recuperare i territori perduti della provincia romana di Mesopotamia.

#### Politica sociale e opere pubbliche

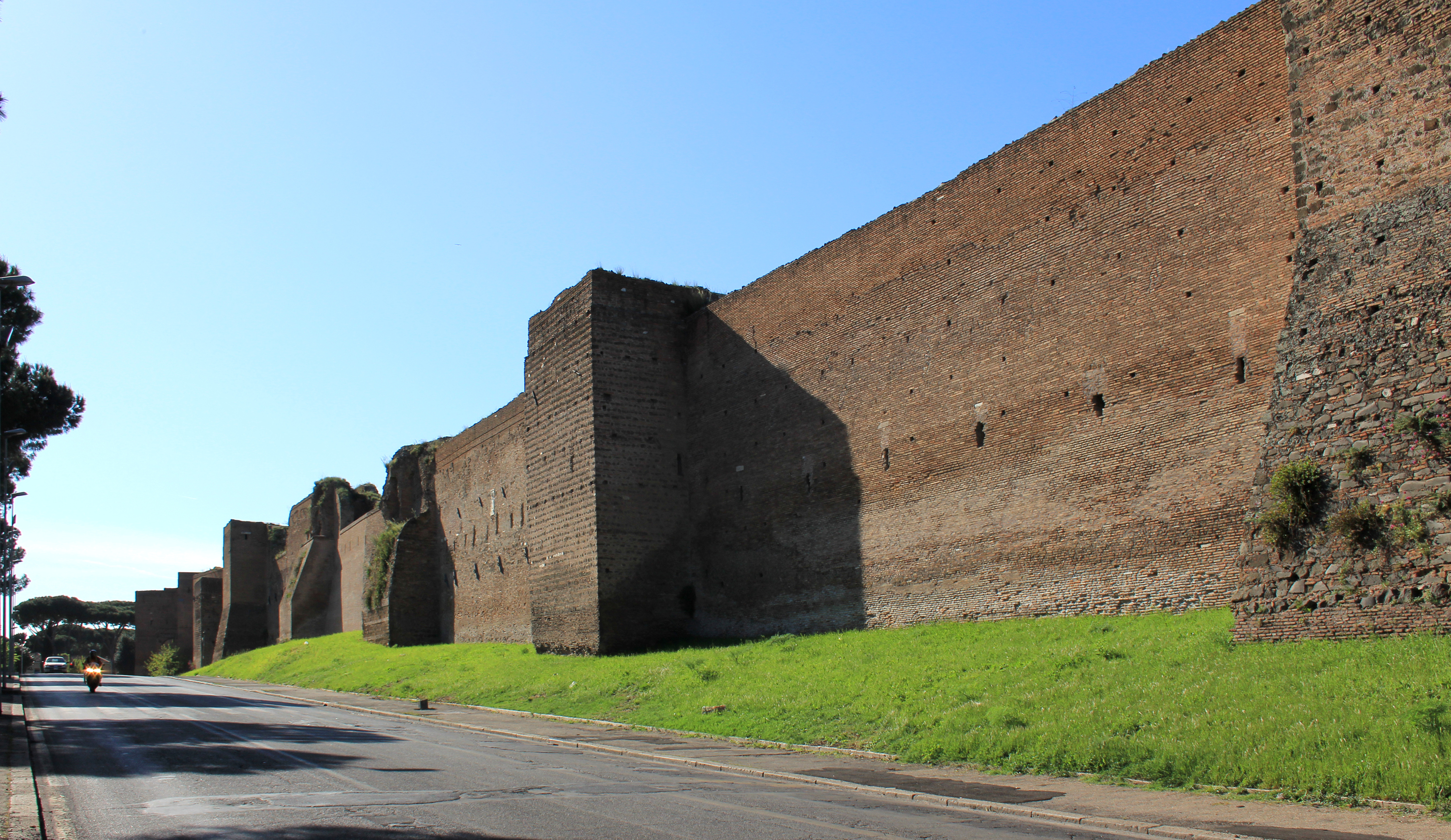
Tratto di mura aureliane viste dall'esterno, lungo il lato meridionale della città.

L'opera pubblica più importante costruita a Roma da questo imperatore sono le mura aureliane (270-273), sintomo di come ormai non si ritenesse più sicura nemmeno la capitale. Pur con le inevitabili aggiunte, restauri e occasionali manomissioni, sono tutt'oggi la cerchia che delimita il centro storico della città di qua dal Tevere, confine urbano fino all'epoca moderna. Le mura si presentano oggi in un buono stato di conservazione per la maggior parte del loro tracciato. Nell'antichità correvano per circa 19 km, mentre oggi ne rimangono per un tracciato complessivo di 12,5 km.
L'intera struttura si componeva di muro merlato, intervallato ogni trenta metri da 381 torri a pianta rettangolare, e da diciassette o diciotto porte principali.. Solo ai lati delle porte si trovavano torri cilindriche, ma è dubbio se fossero inizialmente così o se la forma a pianta circolare sia frutto del restauro realizzato da Onorio. Nei punti orograficamente più scoscesi la parte interna del muro era rinforzata da un terrapieno. Le porte, erano generalmente di tre tipi, a seconda dell'importanza che all'epoca rivestivano le strade che da esse si dipartivano: le più importanti si componevano di due arcate gemelle, avevano una pavimentazione in travertino ed erano affiancate da due torri cilindriche; una sola arcata avevano quelle porte a cui si riconosceva un'importanza secondaria, con pavimentazione in opus latericium, attico in travertino e due torri cilindriche; al terzo tipo appartenevano porte costituite da una semplice arcata e affiancate dalle comuni torri quadrangolari.
Di questo periodo si ricorda anche la costruzione del tempio del Sole, dedicato dall'imperatore Aureliano al dio Sol Invictus nel 275, per sciogliere il voto fatto in occasione della sua conquista di Palmira nel 272. Per il culto fu istituito un collegio di pontifices (Dei) Solis e dei giochi annuali con corse nel circo, oltre a giochi quadriennali (agon Solis) da tenersi al termine dei Saturnalia. Dalle fonti sappiamo che si trovava nella regio VII "Via Lata", nel Campus Agrippae, che fu ornato con il bottino di guerra preso a Palmira e che era circondato da portici, dove aveva sede il deposito dei vina fiscalia, vino venduto a prezzo ridotto alla plebe di Roma a partire dall'epoca di Aureliano. La localizzazione coincide con l'attuale piazza di San Silvestro, presso la chiesa di San Silvestro in Capite.

#### Politica religiosa: il culto del Dio Sole

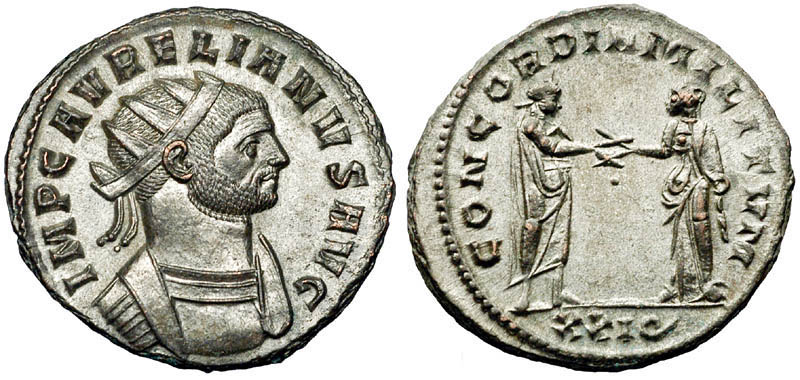
Aureliano celebra la concordia degli eserciti romani, unificati sotto il suo comando.

Nell'anno 274 Aureliano introdusse a Roma il culto del Sol Invictus, cercando di imporlo come culto di stato. Edificò un santuario (situato nel Campus Agrippae, l'attuale piazza San Silvestro) dedicato a questa divinità e proclamò (per la prima volta in Occidente) il 25 dicembre giorno di festa in onore del nuovo dio: il Dies Natalis Solis Invicti. L'imperatore stesso si dichiarò suo supremo sacerdote, e che il potere gli fosse stato concesso direttamente da esso, inaugurando così la quasi bimillenaria formula dei re che stanno sul trono per grazia di Dio. La festa del Dies Natalis Solis Invicti divenne via via sempre più importante in quanto si innestava, concludendola, sulla festa romana più antica, i Saturnali.
Aureliano aveva appena concluso la riunificazione dell'Impero romano, reduce dalla vittoria sulla regina Zenobia del Regno di Palmira. La vittoria era stata resa possibile dallo schierarsi della città-stato Siriana di Emesa a fianco dell'esercito romano in un momento di sbandamento delle milizie: Aureliano all'inizio della battaglia decisiva disse di aver avuto la visione benaugurante del dio Sole, venerato ad Emesa.
Come più tardi Costantino I con il Cristianesimo, Aureliano vedeva nell'adozione del culto del Sol Invictus un forte elemento di coesione culturale e politica dell'Impero, dato che, in varie forme, il culto del Sole era già presente in molte regioni dell'impero, dall'Egitto all'Anatolia, tra le popolazioni celtiche e quelle arabiche, tra i Greci e gli stessi Romani.
Inoltre Aureliano ordinò che il primo giorno della settimana fosse dedicato al dio Sole, chiamandolo Dies Solis, cioè appunto "giorno del sole".
Successivamente, nel 383, Teodosio I avendo proibito tutti gli altri culti all'infuori del Cristianesimo, decretò che il nome del giorno venisse cambiato in Dies Dominicus; tuttavia, nel nord Europa, rimase la denominazione decisa da Aureliano, da cui derivarono il Sonntag tedesco ed il Sunday inglese.
Inoltre denota per la prima volta il 25 di dicembre come giorno festivo, in onore del Sol Invictus, che poi verrà assunto dal cattolicesimo per sincretismo come il presunto giorno della nascita di Cristo.

#### Amministrazione finanziaria e monetaria
Preoccupato per gli intrighi del Senato, che tentava con ogni mezzo di riacquistare l'antico potere perso a favore dell'elemento militare, Aureliano cercò in tutti i modi di accentrare il potere nelle sue mani anche prendendo a pretesto le reali condizioni di corruzione, malversazione e disservizio nei quali versavano la maggior parte dei pubblici uffici, zecca inclusa. E proprio mentre si apprestava ad indagare e punire i reati commessi in relazione alla coniazione delle monete di argento, ebbe luogo una gravissima sollevazione popolare (274) probabilmente sobillata dagli stessi funzionari della zecca che temevano di essere puniti e che fu domata con molte difficoltà. La rivolta venne repressa nel sangue, di Felicissimo e dei monetarii di Roma del 271.
Questa fu l'occasione per mettere in atto una nuova riforma monetaria, attuata attorno al 274 allo scopo di risolvere il periodo di crisi del III secolo, denominato dell'anarchia militare, iniziato con la fine della dinastia dei Severi (nel 235), che aveva comportato pesanti conseguenze economiche e sociali. Aureliano era intenzionato a cercare di frenare la svalutazione della moneta agendo principalmente su due leve: sul valore dei nominali e sull'organizzazione delle zecche, che si erano affiancate a quella principale di Roma. Si trattava di una serie ridotta di zecche imperiali, create durante il periodo della crisi del III secolo e collocate soprattutto in posizioni strategiche: da quella di Antiochia (dal 240?), a quella di Colonia Agrippinensium (dal 257), Cizico (da Valeriano-Gallieno), Lugdunum (dal 257), Siscia (dal 260), Serdica, Tripolis, Ticinum (mentre la vicina zecca di Mediolanum, aperta dal 257 venne chiusa) e Viminacium (dal 239).
Se da una parte favorì il potenziamento di zecche provinciali imperiali, in modo che potessero operare in modo continuativo, non saltuario come accadeva prima, dall'altra parte ridusse i volumi della zecca di Roma, che impiegava un numero di addetti ormai imponente e difficile da gestire sul piano sociale, chiudendone ben sette officine su dodici, tra quelle preposte alla coniazione di moneta di mistura. Le zecche imperiali non vanno, però, confuse con quelle provinciali e/o coloniali (= prodotte dalle antiche colonie romane), che battevano moneta circolante solo su piccole frazioni dei territori imperiali e che, con la riforma, furono abolite (ad eccezione della zecca d'Alessandria d'Egitto). Si trattava di centinaia di piccole zecche locali, presenti soprattutto nelle province orientali, che emettevano monete di bronzo.
Ciò portò inevitabilmente ad un aumento considerevole della massa monetaria messa in circolazione, ma anche ad un miglior controllo sulle emissioni, marcando le stesse con le iniziali della zecca ed, in alcuni casi, anche di quelle dell'officina. Si procedette, infine, a cancellare dalle nuove monete di bronzo la vecchia scritta "S C", non avendo più ragione di essere.

### Morte (275)
Malgrado le oggettive difficoltà interne, egli non volle perdere di vista l'ormai secolare "problema persiano" e verso la fine dell'estate del 275, si apprestò a preparare una spedizione contro i Sasanidi. Raccolto un forte esercito, era ormai nelle vicinanze di Bisanzio dove la flotta avrebbe dovuto trasbordarli dall'altra parte del Bosforo, quando fu assassinato dai suoi generali, ingannati con false lettere di epurazione scritte da uno dei suoi segretari, per vendetta privata. L'assassinio dell'imperatore Aureliano produsse in tutto l'impero sgomento e profondo cordoglio, ma scatenò anche nuovi assalti da parte dei barbari lungo i confini settentrionali.

## Titolatura imperiale
| Titolatura imperiale  | Numero di volte       | Datazione evento |
| --------------------- | --------------------- | --- |
| Tribunicia potestas   | sei volte:            | la prima nel 270, poi rinnovata ogni anno al 10 dicembre. |
| Consolato             | tre volte:            | nel 271, 274 e 275. |
| Titoli vittoriosi     |                       | Sarmaticus Maximus (nel 270?), Germanicus Maximus (nel 270-271), Gothicus Maximus (nel 271-272), Adiabenicus (nel 271-272?), Arabicus (nel 272), Palmyrenus Maximus (nel 272), Dacicus Maximus (nel 272), Parthicus Maximus (nel 272-273), Persicus Maximus (nel 272-273), Carpicus Maximus (nel 273), Restitutor orbis (nel 274), Britannicus Maximus (nel 270-275?). |
| Salutatio imperatoria | almeno tredici volte: | la prima al momento della assunzione del potere imperiale, dalla seconda in poi con l'assunzione dei vari titoli vittoriosi. |
| Altri titoli          |                       | Dominus, Pontifex Maximus, Pater Patriae, Victoriosus, Pius, Felix, Proconsul e Invictus (o Invictissimus) a partire dal 270. |